# Antje Jackelén

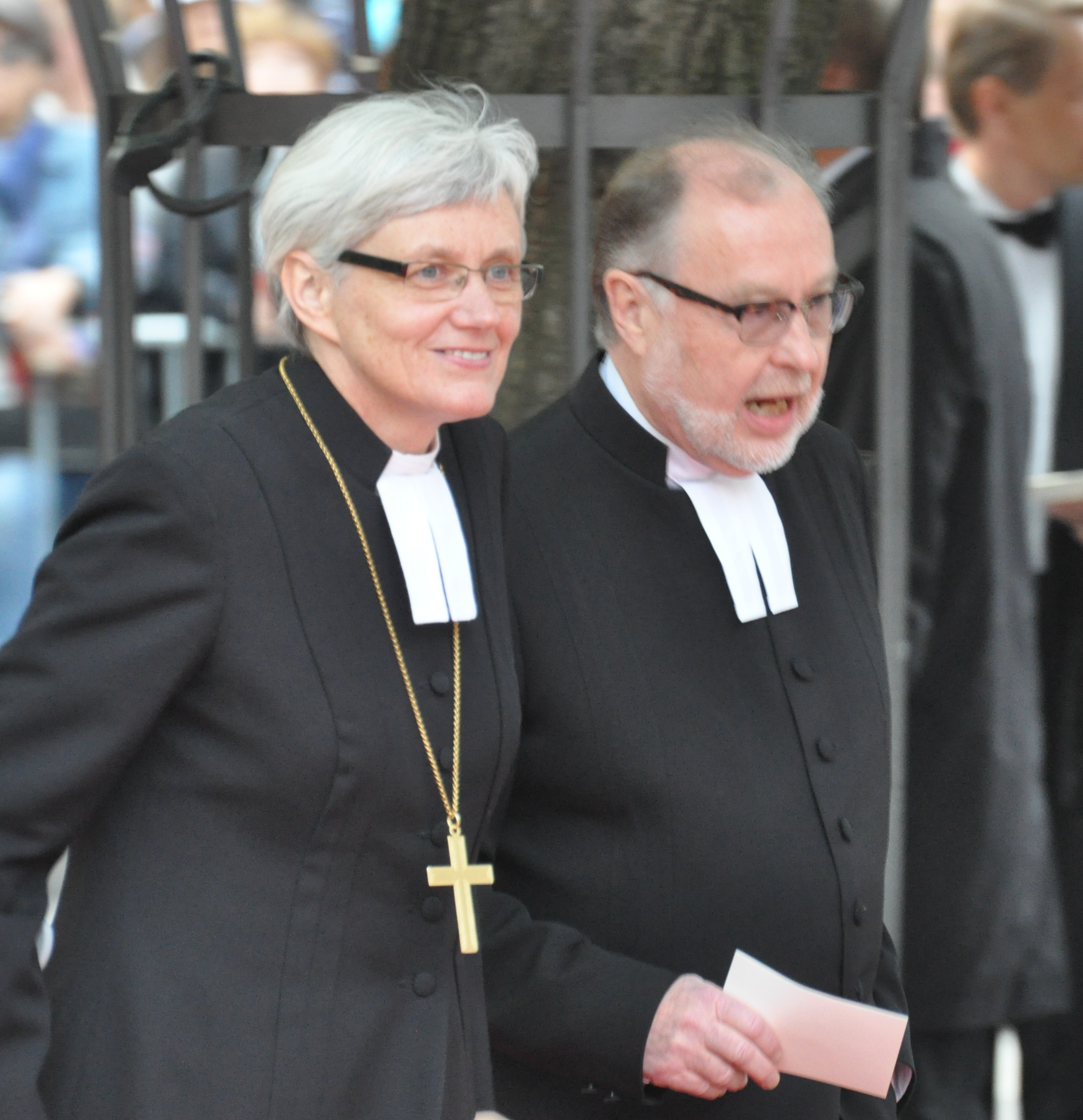
A arquiepiscopisa Antje Jackelén com o marido Heinz Jackelén no casamento da princesa Vitória com Daniel Westling.

Antje Jackelén (nascida Zöllner; 1955, Herdecke - Alemanha) é uma clériga da Igreja da Suécia. Foi episcopisa da diocese de Lund de 2007 a 2014 e de 2014 a 2022, arquiepiscopisa de Uppsala e primaz da Igreja da Suécia.

## Educação e sacerdócio
Nascida Antje Zöllner, filho do clérigo Werner Zöllner e de Marianne Zöllner. A família pertencia à chamada Igreja Unida, ou seja, uma fusão das Igrejas luteranas e reformadas.
Após concluir o ensino médio em Wetter (Ruhr) em 1973, Antje Jackelén estudou teologia, primeiro de 1974 a 1977 no Bethel Church College e na Universidade de Tübingen, concluindo com o bacharelado na Universidade de Uppsala em 1979. Jackelén foi ordenada para a Diocese de Estocolmo em 1980, pelo Lars Carlzon.
Na Diocese de Estocolmo, Jackelén serviu como assistente paroquial na paróquia de Österhaninge (1980-1981), e assistente paroquial na paróquia de Tyresö (1982-1988). Depois, na Diocese de Lund, serviu como ministro e vigário interino no pastorado de Gårdstånga (1988-1994), e ministra interina na paróquia da catedral de Lund (1995-1996).
Após receber seu doutorado em teologia pela Universidade de Lund (1996-1999), ela trabalhou na universidade de 1999 a 2001 e foi professora de teologia sistemática, religião e ciência na Escola Luterana de Teologia de Chicago (LSTC), primeiro como assistente (2001-2003) e depois como associada (2003-2007). Também serviu como diretora do Centro Zygon para Religião e Ciência, na LSTC, de 2003 até 2007.
Jackelén é casada com o pastor luterano Heinz Jackelén e tem duas filhas.

## Episcopado
Em 17 de outubro de 2006, ela foi eleita 68ª Bispa de Lund. A eleição de Antje Jackelén foi feita na primeira votação, pois obteve mais da metade dos votos. Foi a primeira votação após a mudança na relação entre a Igreja da Suécia e o Estado, ocorrida em 2000.
Jackelén foi consagrada na Catedral de Uppsala em 15 de abril de 2007, pelo Arcebispo Anders Wejryd, e fez sua entrada na Catedral de Lund em 21 de abril.
Foi a iniciadora do projeto Coesão Social, uma colaboração entre a Diocese de Lund, a Região de Skåne, a Universidade de Lund e a Câmara de Indústria e Comércio do Sul da Suécia.

### Arcebispa de Upssala e Primaz da Suécia

Brasão da arcebispa Antje Jackelén

Em 15 de outubro de 2013, foi eleita como 70º arcebispo primaz da Igreja da Suécia, sucedendo a Anders Wejryd. Recebeu 55,9% dos votos do colégio eleitoral, constituído por 325 representantes do Conselho da Igreja da Suécia, dos 13 Concelhos de Diocese e da Arquidiocese de Uppsala. Assumiu o cargo em 15 de junho de 2014. Além de primeira mulher a assumir essa posição, também foi a primeira imigrante nos tempos modernos a ocupar a cadeira mais alta de sua igreja.
Antje Jackelén foi arcebispa durante a pandemia do coronavírus. Ela liderou, entre outras coisas, um serviço memorial nacional na Catedral de Uppsala. A arcebispa e outros líderes cristãos também criticaram a decisão de que apenas oito pessoas seriam autorizadas a participar das reuniões da igreja. Jackelén também decidiu que os sinos da catedral da Suécia tocariam na véspera de Ano Novo, para homenagear aqueles que morreram durante a pandemia.
Durante o serviço solene do conselho da igreja em 24 de novembro de 2021, a Arcebispa emitiu o pedido público de desculpas da Igreja da Suécia ao povo Sami, como parte do trabalho de reconciliação que está sendo realizado entre a igreja e o povo Sami. No ano seguinte, ela representou a Igreja da Suécia, na renovação do pedido de desculpas ao povo Sami, desta vez em Sápmi, na Catedral de Luleå.
Em 7 de dezembro de 2021, a Igreja da Suécia anunciou que Jackelén se aposentaria. Ela depôs seu cajado de bispo durante um culto na Catedral de Uppsala em 30 de outubro de 2022. O Bispo Martin Modéus foi eleito seu sucessor em 8 de junho de 2022.

### Ecumenismo
Em 4 de maio de 2015, ela teve uma audiência oficial com o Papa Francisco em Roma, em visita organizada pelo Pontifício Conselho para a Promoção da Unidade dos Cristãos. O papa a saudou como "querida irmã". Isso fez dela a primeira mulher arcebispa a ser recebida no Vaticano. Embora as duas igrejas tenham diferenças muito importantes, publicaram um documento sobre o impulso em direção ao diálogo teológico e à comunhão em relação ao aniversário da Reforma Protestante. Afirmaram vários pontos de concordância, sobre a evolução e o clima, a necessidade de diálogo entre ciência e religião e a necessidade de cuidar dos pobres e apoiar algum papel contínuo para as Igrejas na vida pública, mesmo em sociedades secularizadas que tendem a querer separar as duas.
Ela encontrou-se novamente com o Papa Francisco, quando ele visitou a Suécia na passagem de outubro para novembro de 2016, marcando o início do 500º aniversário da Reforma Protestante. Em 2019, a Arcebispa e o Patriarca Ecumênico Bartolomeu, diante de sua iminente visita a Suécia, assinaram um editorial conjunto para a mídia sueca, afirmando que “A igreja é uma rede global”, e por isso "tem uma presença ao redor do mundo que é quase insuperável por qualquer outra organização ou movimento". O editorial destacou as ações humanitárias da igreja, diálogo com líderes mundiais, a necessidade de justiça climática, o combate à ganância e negligência.
Foi uma das fundadoras da World of Neighbours Practitioners Network, uma rede de apoio multirreligioso, surgida a partir da crise imigratória na Europa.
Em 2022, participou de mesa-redonda ecumênica convocada pelo Conselho Mundial de Igrejas, com os demais representantes seniores de igrejas-membro do CMI, para tratar da guerra da Ucrânia.

### Outros cargos
Assumiu os cargos de presidente do Fundo Memorial Nathan Söderblom (a partir de 2014); membro da Royal Society Pro Patria (a partir de 2015); membro do comitê consultivo do Centro de Ciência, Teologia e Florescimento Humano (a partir de 2016); membro do Conselho da Federação Luterana Mundial (a partir de 2010), membra do Comitê de Teologia e Relações Ecumênicas e vice-presidente para a Região Nórdica (a partir 2017); copresidente e membro da Religions for Peace (desde 2019). Em 2017, ela foi eleita presidente do Conselho das Igrejas da Suécia. Atualmente, é membro da Comissão de Fé e Ordem do Conselho Mundial de Igrejas.
Membro fundadora da Sociedade Internacional para Religião e Ciência (ISSR), atuou no conselho de administração do Instituto Metanexus de Religião e Ciência e no conselho da Sociedade Europeia para o Estudo da Ciência e Teologia (ESSSAT). Também é consultora sênior do Centro de Teologia e Estudos Religiosos da Universidade de Lund.

## Casa Real
Em 2010, como bispa de Lund, foi escolhida como um dos quatro oficiantes do casamento da Princesa Herdeira da Suécia, Vitória.
Na posição de arquiepiscopisa primaz da Igreja da Suécia, Antje Jackelén realizou alguns dos batizados de príncipes e princesas da família real sueca:
- Príncipe Nicolau, Duque de Angermânia: ocorrido em 11 de outubro de 2015 na capela do Palácio de Drottningholm; o segundo filho da princesa Madalena, Duquesa da Helsíngia e Gestrícia.
- Príncipe Óscar, Duque da Escânia: ocorrido em 27 de maio de 2016 na capela do Palácio Real de Estocolmo; segundo filho da princesa Vitória, Princesa Herdeira da Suécia.

- Príncipe Alexandre, Duque de Sudermânia: ocorrido em 9 de setembro de 2016 na capela do Palácio de Drottningholm; o primeiro filho nascido do príncipe Carlos Filipe, Duque da Varmlândia.
- Princesa Adriana, Duquesa de Blecíngia: ocorrido em 8 de junho de 2018 na capela real do Palácio de Drottningholm; terceira filha da princesa Madalena, Duquesa da Helsíngia e Gestrícia

## Visões teológicas e políticas
Ela publicou vários trabalhos que abordam a relação entre as ciências naturais e a fé religiosa, bem como o papel da religião na sociedade moderna. Ela endossa a teoria da evolução e não vê contradição em acreditar tanto em Deus quanto na evolução. Segundo ela, 
"Essa forma de pensar amplia nossa imagem de Deus, e isso é bom".
Antje Jackelén continuou a linha relativista do antigo arcebispo K. G. Hammar. Sua eleição para arcebispo gerou controvérsia quando, durante a eleição, ela fez declarações sobre o nascimento virginal e a validade do islamismo. Em uma entrevista ao jornal cristão sueco Dagen, ela afirmou que o nascimento virginal de Jesus é um "termo mitológico para explicar o único. Aqueles que interpretam o nascimento virginal como uma questão biológica perderam completamente o ponto." Mais tarde, ela esclareceu que sua declaração pretendia enfatizar que, em sua opinião, nem uma interpretação estritamente literal do nascimento virginal, nem uma rejeição do nascimento virginal com base na impossibilidade científica, podem capturar a tradição teológica que cerca o nascimento virginal. Conforme ela, 
“Não devemos acreditar no contrário do que diz nosso cérebro. Não podemos dizer às pessoas que o calem quando vão à Igreja.”
Antes da eleição, Jackelén foi questionada sobre "Jesus dá uma imagem melhor de Deus do que Maomé?", ao que ela respondeu: "Para mim é óbvio que cristãos, muçulmanos e judeus adoram o mesmo Deus". Por isso, ela foi criticada e elogiada dentro da igreja.

Seus críticos também disseram que ela faria a Igreja da Suécia eliminar o pronome “Ele” e o tratamento “Senhor” para se referir a Deus. Ela negou essa mudança, mas contextualizou:
É certo que na Bíblia existem muitas imagens de Deus como homem, como pai. Mas também há imagens, mesmo no Antigo Testamento, que mostram Deus como uma mulher. Existem também imagens não humanas de Deus, como um leão, uma rocha, um castelo. Acho que é arriscado ficar somente com uma imagem de Deus porque nos limita”.
Ela apoia o casamento entre pessoas do mesmo sexo na igreja, ao mesmo tempo que apela ao Estado para que apoie a instituição do casamento como tal.
Jackelén manifestou-se contra a proibição de cerimônias de formatura escolar em igrejas, acreditando que uma proibição total de influências religiosas nas escolas públicas seria prejudicial ao desenvolvimento espiritual das crianças, ao mesmo tempo que sublinhou o papel da Igreja da Suécia na sociedade civil sueca.
Juntamente com a conferência episcopal, ela também abordou as mudanças climáticas em uma carta dos bispos em 2014 e novamente em 2019, apelando aos membros da Igreja da Suécia, bem como ao estado sueco, para que estabelecessem metas para reduzir as emissões de gases de efeito estufa e para que a Suécia celebrasse acordos internacionais vinculativos sobre o assunto. Na versão revisada de 2019, Jackelén e os demais bispos enfatizaram a importância de cumprir as metas do Acordo de Paris. Ela vê um papel para a Igreja nas partes existenciais e espirituais do debate climático, como a ecoansiedade. Em 2020, uma nova missiva dos bispos sobre o clima foi publicada, apontando que “Hoje, a natureza espiritual e existencial da crise climática é cristalina”. Ela é uma defensora vocal de Greta Thunberg e a chamou de profética.
Em 2025, a ex-primaz da Suécia defendeu o discurso da bispa episcopal Mariann Budde diante do presidente Donald Trump, afirmando que "Não são as palavras do bispo que são provocadoras, mas sim as de Jesus". Em maio, os ex-arcebispos KG Hammar, Anders Wejryd e Antje Jackelén escreveram uma carta à Conferência Episcopal e ao Conselho da Igreja, presidido pelo Arcebispo Martin Modéus, apelando para que "pensem de forma diferente sobre as florestas da igreja" e que elas sejam geridas em fidelidade a Jesus.

## Honras
Ao longo de sua carreira como acadêmica e episcopisa, Dra. Antje Jackelén recebeu diversas honrarias em seu país e no exterior:
- Skåneettan, um prêmio para o comentarista mais influente em Escânia, 2013;[54]
- Årets Maktmappie (Power Mappie do Ano), da revista M-magasin, 2013;[55]
- Årets Lundensare (Morador de Lunden do Ano), 2014;[56]
- Hetast i Almedalen, pela agência de relações-públicas Westander, por ter se tornado uma voz unificadora em prol da diversidade e da abertura, 2014;[57]
- Göran Tunhammars fond, pelo Herbert Felixinstitutet, 2014[58]
- Stora Kommunikatörspriset, pela rede de Comunicadores Suecos, 2015;[59]
- Doutorado Honorário em Teologia da Escola Luterana de Teologia, Chicago, 2015;[5]
- Doutorado Honorário da Faculdade de Teologia da Universidade de Greifswald, 2016;[60]
- Diversity Index Award, na Categoria Crença, 2017;[61]
- Cruz de Lambeth para o Ecumenismo do Arcebispo de Canterbury, 2017, "por seus serviços ao ecumenismo - especialmente sua liderança no enfrentamento de questões humanas, teológicas e sociais em parceria e diálogo";[62]
- Doutorado Honorário em Teologia do Seminário Teológico da Virgínia, 2018;[5]
- Pingvinpriset, pela agência de igualdade de gênero Klara K, 2021;[63]
- Anders Carlbergs Minnespris: Hederspriset för Livsgärning (Prêmio Memorial Anders Carlberg: Categoria Prêmio Honorário pelo Conjunto da Obra), 2022;[64]
- H.M. Konungens medalj i 12:e storleken (Medalha de Sua Majestade o Rei, tamanho 12, com corrente), 2023, "por contribuições significativas como Arcebispa da Igreja da Suécia".[65]

## Obras selecionadas
- Tidsinställningar. Tiden i naturvetenskap och teologi (2000) ISBN 9789188552297
- Zeit und Ewigkeit: Die Frage der Zeit in Kirche, Naturwissenschaft und Theologie (2002) ISBN 978-3788719005
- Time And Eternity: The Question Of Time In Church, Science, And Theology (2005) ISBN 978-1932031898
- Gud är större: Ett herdabrev för vår tid (2011) ISBN 9789188552969
- God is Greater: Theology for the World (2020) ISBN 978-1506460512
- Otålig i hoppet: teologiska frågor i pandemins skugga (2020) ISBN 9789152638392